# TOI-270 b
TOI-270 b är en exoplanet på ett avstånd av 73,4 ljusår (22,543 parsek) ifrån jorden, vilken kretsar runt den röda dvärgen TOI-270. Planeten upptäcktes med hjälp av Nasas rymdteleskop TESS.
TOI-270 b är den innersta planeten i systemet och ligger närmast stjärnan. Den är en stenig super-jord och är troligen för het för att ha flytande vatten på ytan.